# Ilex rimbachii
Ilex rimbachii är en järneksväxtart som beskrevs av Standley. Ilex rimbachii ingår i släktet järnekar, och familjen järneksväxter. Inga underarter finns listade i Catalogue of Life.